# Mohnyin tjin
Mohnyin tjin, (tiếng Miến Điện: မုန်ညင်းချဉ် [mòʊɰ̃ɲɪ́ɰ̃ dʑɪ̀ɰ̃]; còn gọi là Mon nyin jin, Mohn-hnyin gyin) là một món ăn lên men nổi tiếng trong ẩm thực Myanmar gồm các loại rau củ được bảo quản bằng rượu gạo và các loại gia vị khác nhau. Món này tương tự như Kimchi của Hàn Quốc và Takana Tsukemono của Nhật Bản. Mohnyin tjin có sự gắn kết khá phổ biến với người Shan và là loại gia vị thông dụng cho các món ăn của tộc người này như meeshay và shan khauk swè.
Mohnnyin tjin được dùng để chỉ nhiều loại rau ngâm chua và lên men. Tên này có nghĩa là "cải chua xanh" và lá củ cải trắng ngâm chua cũng được sử dụng trong biến thể thông dụng nhất.
Nói chung 'a-chin' (dưa chua) có thể được làm từ hầu hết mọi loại rau.

## Thành phần chính
Thành phần chính của mohnyin tjin thực sự gồm một hỗn hợp chủ yếu là lá củ cải trắng, với cải bẹ xanh, cà rốt, củ tỏi tây, gừng và hẹ. Các loại rau này được ngâm với gạo nếp, rượu gạo, ớt tươi giã nhỏ, gia vị và đường mía.
Sự đa dạng đạt được bằng cách thay thế các loại rau. Các món 'a-chin' thông dụng khác được làm từ tỏi voi, củ cải trắng, hẹ, bắp cải, súp lơ, ớt, giá đỗ, xoài và măng chưa chín.